# Estación General Alvarado
General Alvarado es una estación ferroviaria ubicada en la localidad homónima, en el Departamento de la Capital, Provincia de Salta, República Argentina.

## Servicios
Se encuentra actualmente sin operaciones de pasajeros.
Sus vías corresponden al Ramal C13 del Ferrocarril General Belgrano.

## Toponimia
Debe su nombre a Rudecindo Alvarado, militar salteño durante la Guerra de Independencia de Argentina.